# Medlovice (ort i Tjeckien, Södra Mähren)
Medlovice är en ort i Tjeckien.   Den ligger i regionen Södra Mähren, i den östra delen av landet, 210 km öster om huvudstaden Prag. Medlovice ligger 244 meter över havet och antalet invånare är 336.
Terrängen runt Medlovice är platt österut, men västerut är den kuperad. Runt Medlovice är det ganska glesbefolkat, med 43 invånare per kvadratkilometer. Närmaste större samhälle är Vyškov, 6,8 km väster om Medlovice. Trakten runt Medlovice består till största delen av jordbruksmark.